# 2885 Павла
2885 Павла (2885 Palva) — астероїд головного поясу, відкритий 7 жовтня 1939 року.
Тіссеранів параметр щодо Юпітера — 3,610.